# Canton d'Anduze
Le canton d'Anduze est une ancienne division administrative du département du Gard, dans l'arrondissement d'Alès.

## Composition
| Nom                            | Code Insee | Intercommunalité      | Superficie (km2) | Population (dernière pop. légale) | Densité (hab./km2) |
| ------------------------------ | ---------- | --------------------- | ---------------- | --------------------------------- | ------------------ |
| Anduze (bureau centralisateur) | 30010      | CA Alès Agglomération | 14,6             | 3 322 (2022)                      | 228                |
| Bagard                         | 30027      | CA Alès Agglomération | 14,55            | 2 595 (2022)                      | 178                |
| Boisset-et-Gaujac              | 30042      | CA Alès Agglomération | 14,24            | 2 621 (2022)                      | 184                |
| Générargues                    | 30129      | CA Alès Agglomération | 10,24            | 711 (2022)                        | 69                 |
| Massillargues-Attuech          | 30162      | CA Alès Agglomération | 6,27             | 669 (2022)                        | 107                |
| Ribaute-les-Tavernes           | 30214      | CA Alès Agglomération | 14,27            | 2 055 (2022)                      | 144                |
| Saint-Sébastien-d'Aigrefeuille | 30298      | CA Alès Agglomération | 15,82            | 510 (2022)                        | 32                 |
| Tornac                         | 30330      | CA Alès Agglomération | 19,68            | 944 (2022)                        | 48                 |

## Histoire
De 1833 à 1848, les cantons d'Anduze et de Lédignan avaient le même conseiller général. Le nombre de conseillers généraux était limité à 30 par département.

## Administration

### Conseillers généraux
| Période | Période                   | Identité                                             | Étiquette                | Qualité |
| ------- | ------------------------- | ---------------------------------------------------- | ------------------------ | --- |
| 1833    | 1845                      | Baron Fortuné Reynaud de Bologne de Lascours         |                          | Pair de France, maréchal-de-camp Propriétaire à Boisset-et-Gaujac                                                      |
| 1845    | 1848                      | Ernest de La Bruguière (1800-1887)                   |                          | Propriétaire à Anduze                                                                                                  |
| 1848    | 1861                      | Jules Teissier-Rolland                               |                          | Docteur-médecin à Anduze puis à Nîmes                                                                                  |
| 1861    | 1870                      | Félix de Lafarelle                                   |                          | Magistrat et propriétaire Député (1842-1848) Conseiller municipal de Nîmes                                             |
| 1870    | 1871                      | David Maurice Edouard Mazars de Mazarin (1827-1898)  |                          | Avocat, juge, propriétaire à Nîmes                                                                                     |
| 1871    | 1883                      | Jules Cazot                                          | Républicain              | Député (1871-1875) Sénateur (1875-1912) Président du Conseil général du Gard (1880-1883)                               |
| 1883    | 1886                      | Henry Mazade                                         | Républicain progressiste | Docteur en médecine à Anduze                                                                                           |
| 1886    | 1889                      | Hippolyte Soulier                                    | Républicain              | Maire d'Anduze (1884-1896)                                                                                             |
| 1889    | 1895                      | Pierre Jacques Albert André (1839-1913)              | Républicain              | Ancien Préfet du Cantal et du Loir-et-Cher, Receveur particulier des Finances Ancien maire d'Anduze (1870-1873)        |
| 1895    | 1909 (décès)              | Édouard Gaussorgues (1857-1909)                      | Rad. -Extrême-gauche     | Avocat, ancien magistrat Ancien député (1885-1889)                                                                     |
| 1909    | 1928                      | Maurice Gaussorgues (1863-1929)-(frère du précédent) | Rad.                     | Journaliste à Paris, 15 rue Clauzel                                                                                    |
| 1928    | 1940                      | Jean Gaussorgues (1872-?)                            | Rad.                     | Médecin à Anduze, conseiller d'arrondissement                                                                          |
|         |                           |                                                      |                          | |
| 1942    | 1945                      | Marcel Cabanis                                       |                          | Commerçant Maire de Massillargues-Attuech Nommé conseiller départemental en 1942                                       |
|         |                           |                                                      |                          | |
| 1945    | 1958                      | Albert Cabrières                                     | SFIO                     | Bourrelier Maire d'Anduze (1941 et 1947-1959)                                                                          |
| 1958    | 1964                      | Albert Bruguière                                     | PCF                      | |
| 1964    | 1976                      | Michel Valès                                         | SFIO puis PS             | Maire d'Anduze (1959-1983)                                                                                             |
| 1976    | 1999 (démission d'office) | Pierre Bassoul                                       | PS                       | Chef de section à la Caisse d'Allocations Familiales retraité Maire de Boisset-et-Gaujac de 1965 à 1995                |
| 1999    | 2008                      | Félix Bonnal (1936-2012)                             | SE puis PS               | Gérant d'une carrosserie Maire d'Anduze (1983-2008) Président de la Communauté de communes autour d'Anduze (1999-2008) |
| 2008    | 2009 (invalidation)       | Bonifacio Iglesias                                   | DVG                      | Enseignant Maire d'Anduze (2008-2020)                                                                                  |
| 2009    | 2015                      | Geneviève Blanc                                      | EELV                     | Agricultrice Adjointe au maire de Massillargues-Attuech (2008-2014)                                                    |

### Conseillers d'arrondissement (de 1833 à 1940)
| Période                                  | Période | Identité                               | Étiquette                          | Qualité |
| ---------------------------------------- | ------- | -------------------------------------- | ---------------------------------- | --- |
| 1833                                     | 1836    | Henri Teissier-Berbiguier (né en 1776) |                                    | Notaire royal à Anduze                                                                                      |
| 1836                                     | 1848    | Gaston d'Azémar                        |                                    | Propriétaire à Bagard                                                                                       |
| 1848                                     | 1861    | Ariste Colomb                          |                                    | Propriétaire, maire de Massillargues,                                                                       |
| 1861                                     | 1871    | Ernest de La Bruguière                 |                                    | Propriétaire à Anduze, homme de lettres, membre de l'Académie de Nîmes                                      |
| 1871                                     | 1883    | Eugène Mazel                           | Républicain                        | Horticulteur à Mont-Sauve, près d'Anduze                                                                    |
| 1883                                     | 1904    | Adolphe Boisset                        | Républicain progressiste puis Rad. | Maire d'Anduze                                                                                              |
| 1904                                     | 1928    | Jean Gaussorgues                       | Rad.                               | Médecin à Anduze                                                                                            |
| 1928                                     | 1934    | Émile Reboul                           | Rad.                               | |
| 1934                                     | 1940    | Paul Lapierre                          | PC-SFIC                            | Négociant, conseiller municipal puis maire d'Anduze                                                         |
| 1940                                     |         |                                        |                                    | Les conseils d'arrondissement ont été suspendus par la loi du 12 octobre 1940 et n'ont jamais été réactivés |
| Les données manquantes sont à compléter. |         |                                        |                                    | |

## 2 photos du canton
|  |  |

## Démographie
| 1962  | 1968  | 1975  | 1982  | 1990  | 1999   | 2006   | 2011   | 2012   |
| ----- | ----- | ----- | ----- | ----- | ------ | ------ | ------ | ------ |
| 7 009 | 7 145 | 7 377 | 8 218 | 9 340 | 10 332 | 11 996 | 12 762 | 12 944 |